# Mănăstirea franciscană din Deva
Mănăstirea franciscană din Deva, cu hramul Sfânta Maria, este un monument istoric și de arhitectură care figurează în lista monumentelor istorice din județul Hunedoara, cu codul  HD-II-a-B-03231 (RAN: 86696.09).
A fost fondată la începutul secolului al XVIII-lea de călugării provinciei bulgare a Ordinului Franciscan sprijiniți de populația catolică din Ciprovți, care la sfârșitul secolului al XVII-lea a emigrat în masă în Țara Românească și Transilvania.
Mănăstirea franciscană din Deva a fost ridicată între anii 1669-1752, pe locul donat ordinului franciscan de judecătorul regal Lazar Istvan. Este construită în stil baroc, din piatră și cărămidă, cu decorațiuni interioare în relief și statuete aparținând barocului târziu.
Clădirea, sub formă de patrulater, a fost construită în stilul caracteristic al mănăstirilor franciscane din Transilvania, la colțul din sud-est fiind alipită biserica barocă. Clădirea a fost mistuită de flăcări în repetate rânduri: în anul 1707 a fost incendiată de trupele generalului Acton, iar în anii 1748 și 1872 de neglijența enoriașilor. În anul 1749, din materialul clădirilor grav afectate, a fost mărită biserica. Mănăstirea a fost reconstruită integral în anul 1752. După incendiul din anul 1872, reconstrucția a fost terminată în anul 1908. Cutremurul din anul 1940 a produs pagube importante în aripa de nord a mănăstirii. 
Până în anul 1948 mănăstirea a găzduit și o școală elementară. Prin decretul 176 din 2 august 1948 bunurile ordinelor religioase au fost trecute în proprietatea statului, între acestea numărându-se și imobilul școlii franciscane din Deva.
În anul 1991 călugărul Csaba Böjte a intrat în clădirea aflată pe cale să se ruineze, și s-a apucat să renoveze, deși n-avea niciun act de proprietate, cu scopul de a le da o locuință unor copii orfani. În anul 1992 a luat ființă Fundația Sfântul Francisc, care funcționează în această mănăstire romano-catolică și ajută copiii fără familie.
În anul 2022, fundația din Deva fondată de Böjte Csaba ajunsese să aibă în grijă peste 2.500 de copii în 26 de instituții. Ca urmare, călugărul franciscan Böjte Csaba, de la Mănăstirea Franciscană din Deva, a fost nominalizat la Premiul Nobel pentru pace pe anul 2022 de ministrul Resurselor Umane din Ungaria, Miklós Kásler. 